# Synagogue de Fabric

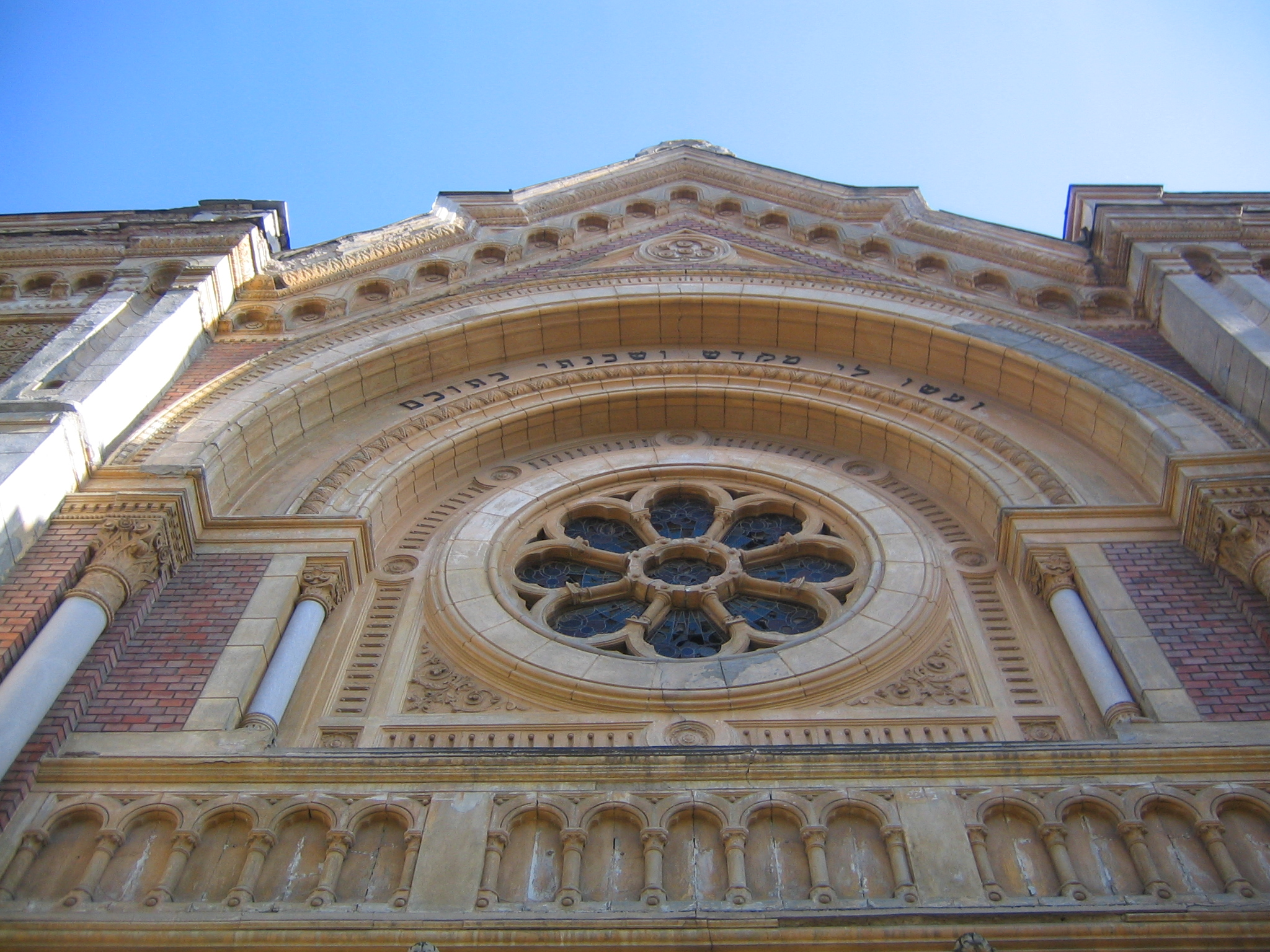
Façade de la Synagogue de Timișoara dans le quartier Fabric

La Synagogue de Fabric (en roumain : Sinagoga din Fabric ; en allemand : Synagoge in der Fabrikstadt ; en hongrois : gyárvárosi zsinagóga) est une synagogue de la rue Coloniei dans le quartier Fabric, à Timișoara. Elle est construite entre 1895 et 1899, à l'époque où Timișoara faisait partie de l'Autriche-Hongrie. Il s'agit d'un des plus grands édifices de la ville.
Le bâtiment, construit grâce à de nombreux dons de la communauté juive locale, est inauguré le 3 septembre 1899 par un sermon festive du rabbin en chef DrJacob Singer en présence du chef de la communauté, Alex Kohn et du maire de la ville à l'époque Carol Telbisz. Il est l'œuvre de l'architecte hongrois renommé Lipót Baumhorn.
Il sert la communauté néologue, majoritaire parmi les Juifs de la ville ; il est notamment réputé pour la qualité de la chorale féminine locale. Pendant la seconde moitié du XXe siècle et au début du XXe siècle la communauté il est dirigé par le rabbin en chef dr. Ernest Neumann.
La taille de la communauté locale a massivement diminué après la Shoah puis l'importante émigration qui suit la période communiste, et de nos jours la synagogue est à l'abandon et risque de s'effondrer.